# Triptyque Seilern
Le Triptyque Seilern (aussi connu sous le nom de Triptyque de l'enterrement du Christ), daté de manière variable vers 1410-1415 ou vers 1420-1425,, est un retable triptyque à ailes fixes, réalisé en peinture à l'huile et feuille d'or sur panneau, généralement attribué au peintre primitif flamand Robert Campin. Il s'agit du plus ancien des deux triptyques connus qui lui sont attribués, bien que les peintures des panneaux extérieurs des ailes soient perdues. L'ouvrage détaille les événements de la passion du Christ, avec une iconographie associée à la liturgie de la Semaine sainte. Les panneaux, qui doivent être lus de gauche à droite, détaillent trois moments du cycle de la Passion  : la Crucifixion, la Mise au tombeau et la Résurrection. 
Campin est l'un des fondateurs de la Renaissance nordique. Célèbre et couronné de succès de son vivant pour son utilisation révolutionnaire de la peinture à l'huile, il est largement oublié au début de l'époque moderne. Il est redécouvert à la fin du XIXe siècle et est depuis décrit comme l'un des peintres sacrés les plus importants du XVe siècle. Bien que la vie de Campin soit relativement bien documentée pour l'époque, il n'existe aucun document existant de cette commande. De par ses dimensions, le triptyque est trop petit pour avoir servi de retable d'église : il était peut-être destiné à la dévotion privée.
L'influence du triptyque Seilern est perceptible dans les œuvres d'artistes majeurs, notamment Rogier van der Weyden, Dirk Bouts, Quentin Metsys et Pierre Paul Rubens. Il porte le nom de son ancien propriétaire, le comte Antoine Seilern (en), qui le lègue à l'Institut Courtauld à sa mort en 1978. Le triptyque est aujourd'hui conservé à Londres.

## Description
Le triptyque a peut-être servi de retable funéraire pour une église ou, compte tenu de sa taille relativement compacte, pour la dévotion privée. Il n'y a pas de peintures sur l'extérieur des ailes, même s'il y en avait peut-être à l'origine. Si l'œuvre avait été utilisée dans une église, les ailes auraient été fermées, sauf pour des occasions spéciales telles que des funérailles et des jours fériés. 
Les arrière-plans peints à la feuille d'or portent des vignes et des groseillers (symboles du Christ et du vin de l'Eucharistie). Le panneau central est à double arche. Le retable doit être lu de gauche à droite, les panneaux montrant la crucifixion, la mise au tombeau et la résurrection du Christ. Chacun des panneaux met l'accent sur une partie différente de l'espace pictural : le panneau de gauche est centré sur le premier plan et l'arrière-plan, le panneau central sur le premier plan et le panneau de droite sur le plan intermédiaire. On retrouve des éléments unificateurs dans les panneaux, notamment l'utilisation d'un rouge profond et la présence d'un chien dans chacune des ailes. 

### Panneau de gauche
Le panneau de gauche montre la scène de la crucifixion après la Descente de croix, suggérée par l'échelle reposant contre la croix centrale vide. Le paysage peu détaillé et manquant de perspective représente le Golgotha.

Le donateur est agenouillé au premier plan, un phylactère sortant de ses lèvres. Son placement devant une croix vide est inhabituel, mais peut refléter la dévotion de ce donateur à la Vraie Croix. Il porte un vêtement rouge drapé sur son épaule, une couleur associée au Christ ressuscité.

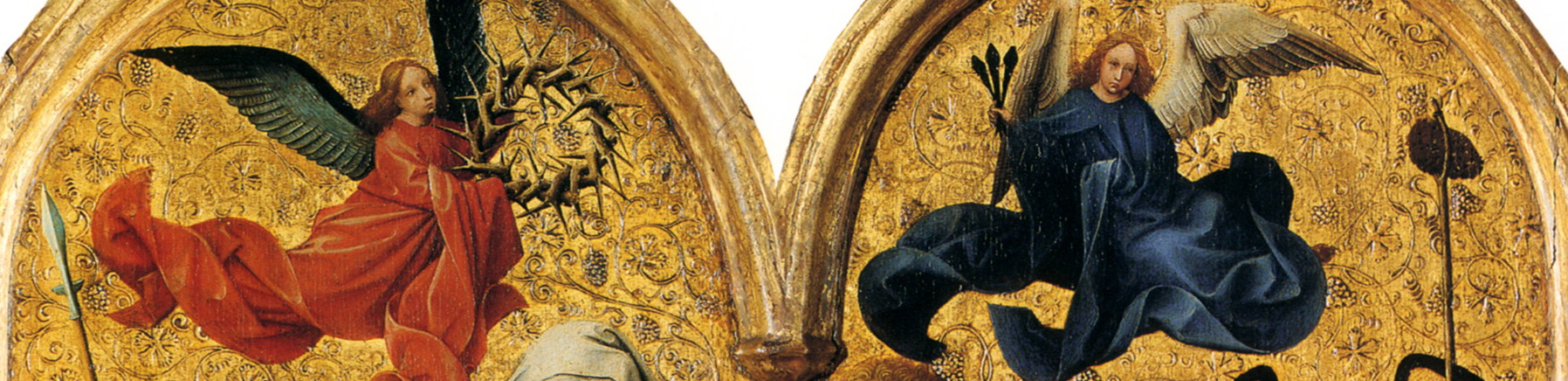
Des anges tenant les instruments de la Passion (détail).

### Panneau central
Les figures du panneau central sont plus grandes et plus profondes que celles des ailes. Bien que le panneau central soit relié aux ailes par la ligne d’horizon continue, l’échelle et le cadre temporel sont très différents de ceux des ailes. L'échelle est réduite et les personnages sont plus compactés, ce qui les rapproche du spectateur, plaçant la scène dans un espace moins profond que les ailes. Leur importance dans l'espace pictural a parfois été comparée aux tendances de la sculpture de la même époque, notamment celles de Claus Sluter. 

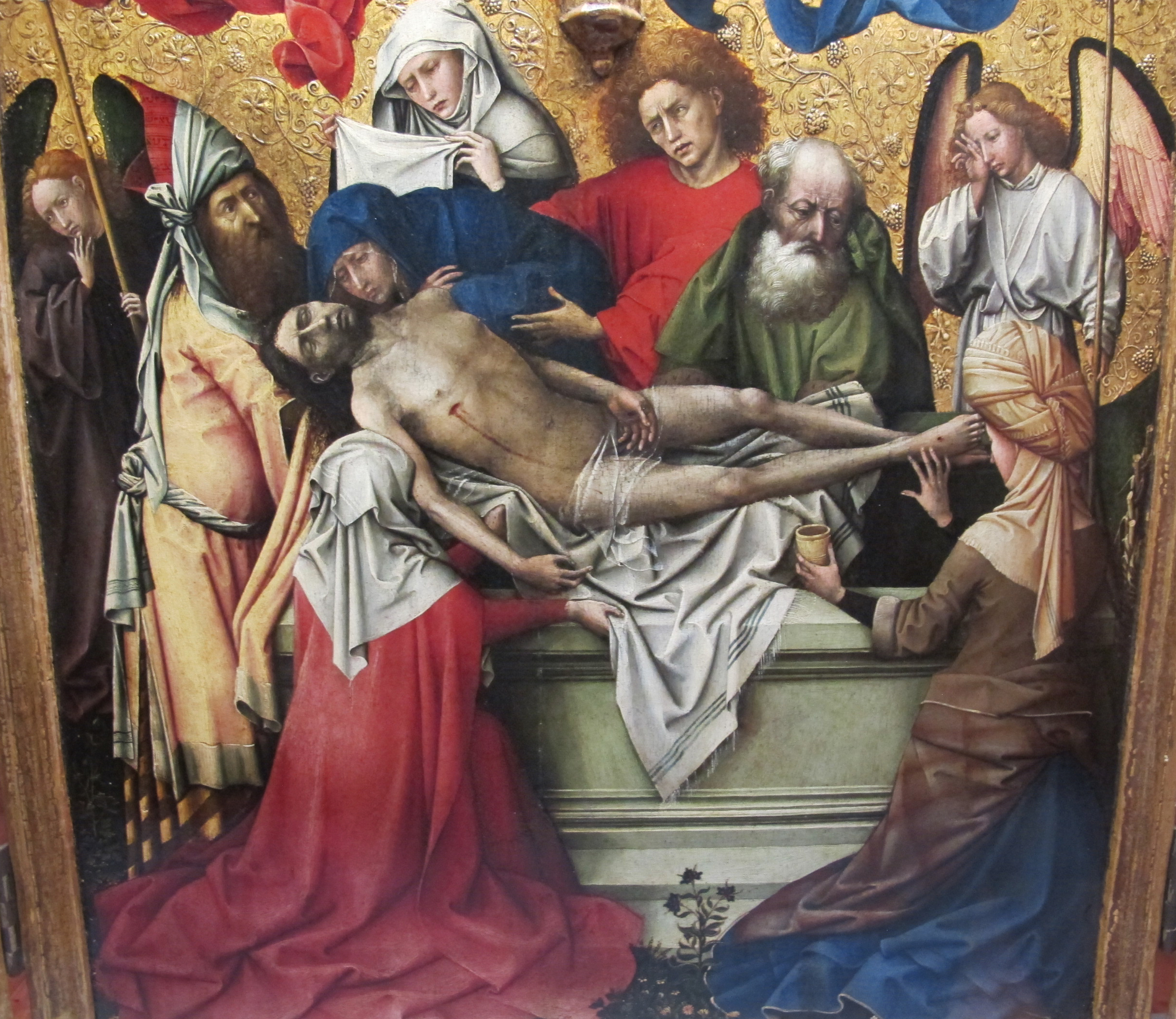
Les personnages en deuil (détail).

Le corps du Christ est élevé, peut-être maladroitement, sur un linceul au-dessus de la dalle supérieure du sarcophage. De cette façon, le tombeau est positionné, comme le décrit l'historienne de l'art Shirley Neilsen Blum (en), comme « l'autel soutenant le Corps et le Sang du Christ mort ». Selon Barbara Lane (en), il devient « à la fois le célébrant et le sacrifice de la messe constamment répétée ». Les personnages en deuil se rassemblent autour du tombeau en demi-cercle, regardant avec tristesse Jésus alors qu'il est enveloppé dans son linceul. Parmi eux figurent Marie, Joseph d'Arimathie (avec une barbe brune, vêtu de vêtements pâles et soutenant la tête du Christ), Nicodème, saint Jean soutenant la Vierge, une femme vêtue de bleu et tenant un voile contenant le visage du Christ qui est probablement sainte Véronique, et dans un symbole de l'acte rituel de l'onction, Marie-Madeleine verse de l'huile sur les pieds du Christ. 
Les représentations de Joseph et de Nicodème sont similaires à celles de la Présentation de Melchior Broederlam. Une grande importance est accordée au linceul recouvrant le corps du Christ, motif que l'on retrouve plus tard dans les sculptures de Jean Michel et Georges de la Sonnette, tous deux élèves de Sluter.

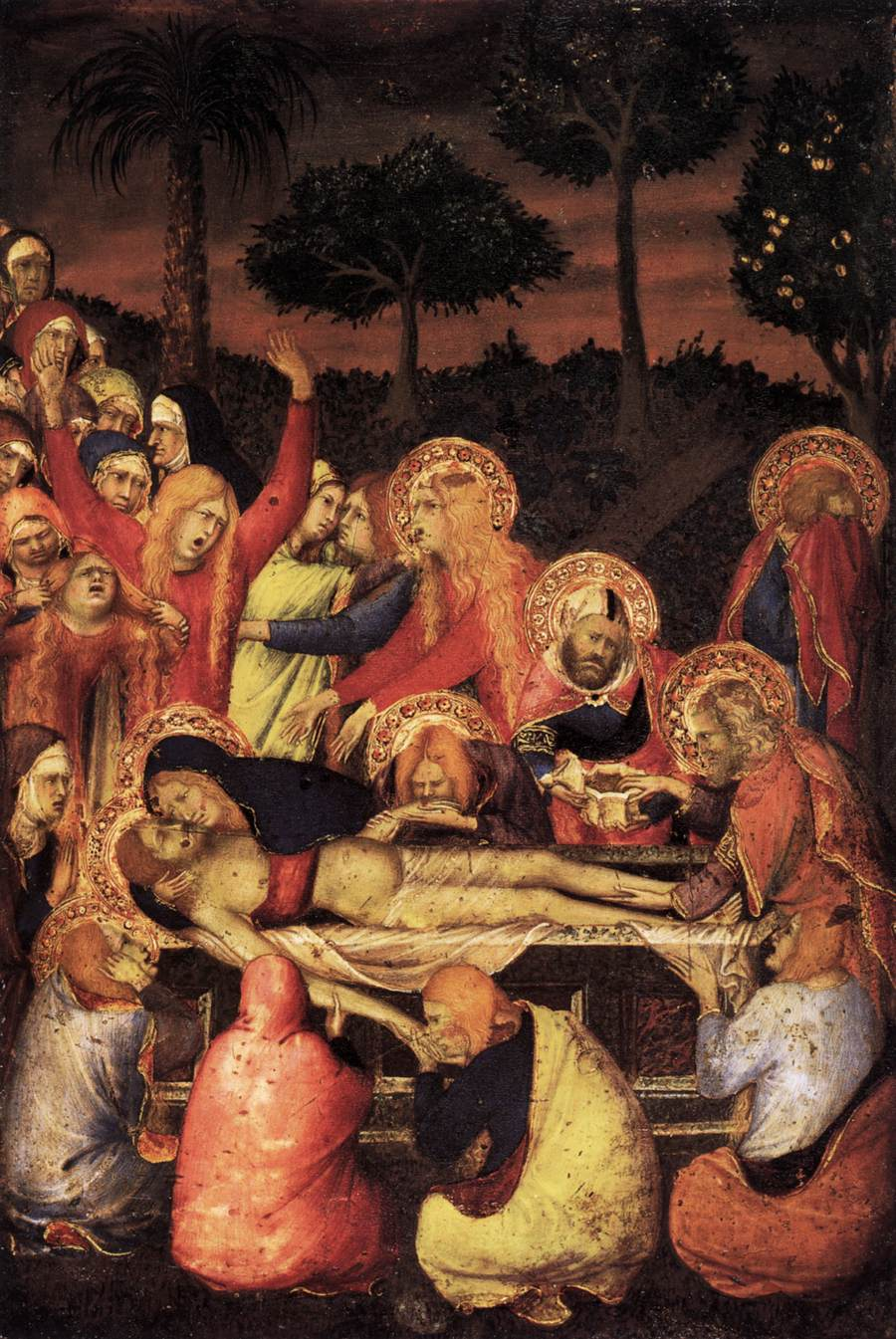
Simone Martini, Mise au tombeau, vers 1334.

Deux anges volant portent les instruments de la Passion, dont l'éponge, les clous et la couronne d'épines, représentent la Crucifixion. Les deux anges debout de chaque côté du tombeau sont en deuil. Celui de droite essuie une larme de son visage en signe de chagrin. Cet ange porte les vêtements liturgiques du prêtre, dont une aube et une étole, indiquant qu'il s'apprête à célébrer la messe. L'autre ange tient une lance, faisant allusion à la crucifixion, et regarde vers le bas, en direction du donateur du panneau de gauche, reliant ainsi le récit et les panneaux. 
Le panneau central a parfois été comparé à des peintures italiennes, notamment à la Mise au tombeau de Simone Martini (vers 1334), que Campin a peut-être vue de ses propres yeux à Dijon. 

### Panneau de droite
Le panneau de droite montre la Résurrection. Jésus tient sur le tombeau ouvert, et lève les mains en signe de bénédiction. Deux soldats envoyés par Ponce Pilate pour protéger le tombeau et empêcher le vol du corps sont au premier plan, au pied du tombeau.

## Sources
- [Blum 1969] (en) Shirley Neilsen Blum, Early Netherlandish Triptychs : A Study in Patronage, Berkeley, University of California Press, coll. « California Studies in the History of Art » (no 13), 1969, 176 p. (ISBN 0520014448, DOI 10.2307/jj.8500955, JSTOR jj.8500955).
- [Jacobs 2012] (en) Lynn F. Jacobs, Opening Doors : The Early Netherlandish Triptych Reinterpreted, Penn State University Press, 2012, 417 p. (ISBN 9780271048406 et 0271048409).
- [Lane 1975] (en) Barbara G. Lane, « “Depositio et Elevatio”: The Symbolism of the Seilern Triptych », The Art Bulletin, vol. 57, no 1,‎ 1975, p. 21-30 (DOI 10.1080/00043079.1975.10787116, JSTOR 3049334, lire en ligne).
- [McNamee 1998] (en) Maurice B. McNamee, Vested angels : Eucharistic Allusions in Early Netherlandish Paintings, Louvain, Peeters, 1998, 385 p. (ISBN 9042900075).
- [Recht 2008] (en) Roland Recht (trad. du français par Mary Whittall), Believing and Seeing : The Art of Gothic Cathedrals [« Le croire et le voir : introduction à l'art des cathédrales »], Chicago, University of Chicago Press, 2008, 376 p. (ISBN 9780226706061 et 0226706060).
- [Van Gelder 1967] (en) J.G. Van Gelder, « An early Work by Robert Campin », Oud Holland, vol. 82, no 1,‎ 1967, p. 1-17 (DOI 10.1163/187501767X00189, JSTOR 42711892, lire en ligne)